# 九州ネットワークシステム
九州ネットワークシステム（きゅうしゅうネットワークシステム）は、かつて1980年代後半から1990年代にかけて熊本県をサービスエリアに、テレメッセージグループの一員としてポケットベルなどの事業を行っていた企業。

## 概要
当時はテレメの通称で知られ、1990年代中盤の爆発的なポケベル人気の中でNTTドコモと並んで加入者を急増させたが、その後ポケベル人気の中核をなしていた高校生から20代前半の若者らが携帯電話やPHSに急速に移行したことから基地局などの通信設備が過剰となり、その減価償却などに苦しむこととなった。

## 沿革
- 1986年10月3日 - 設立[1]　無線呼出しサービスでは新電電第一号企業となる
- 1987年
  - 3月3日 - 第一種電気通信事業許可[2]・無線局予備免許[3]
  - 9月1日 - 開業[4]　無線呼出しサービスでは新電電第一号企業となる
- 2000年10月23日 - ポケットベルの新規申し込みの受付を停止
- 2001年
  - 3月 - 全面的なポケットベルサービスの終了
  - 4月3日 - 解散を臨時株主総会で決議[5]

## 通信端末
詳細はテレメッセージ内の通信端末を参照のこと。

## 宣伝活動など

### イメージキャラクター
- 遠山景織子